# Saint-Loup-de-Naud
Saint-Loup-de-Naud è un comune francese di 882 abitanti situato nel dipartimento di Senna e Marna nella regione dell'Île-de-France.

## L'abbazia benedettina
Il villaggio sorse attorno a una potente abbazia benedettina e si pregia di una chiesa priorale dei secoli XI e XII, considerata uno dei più begli edifici romanici dell'Île-de-France. Ha una navata a botte e un portale gotico con un notevole timpano su cui si trova un Cristo in maestà tra i simboli degli evangelisti. Il pilastro del portale incorpora una statua di San Lupo, mentre statue di santi e profeti ornano i lati del portale. Si tratta del monumento che ha ispirato la descrizione della chiesa della fantasia "Balbec" a Proust in Alla ricerca del tempo perduto.
Dal 17 agosto 2011 la chiesa è chiusa al pubblico, solo il portico rimane visitabile.
Vi si trova anche la torre detta « Haute Maison », risalente al XIII secolo, antica casa forte del priorato di Saint-Loup. Nel XV secolo, con la rovina del priorato di Saint-Loup, essa divenne proprietà dei signori locali. Essa passò nelle mani di varie famiglie. Nel 1966 fu venduta e il mobilio disperso. È stata classificata il 16 febbraio 1990 Monumento storico di Francia..

## Galleria d'immagini

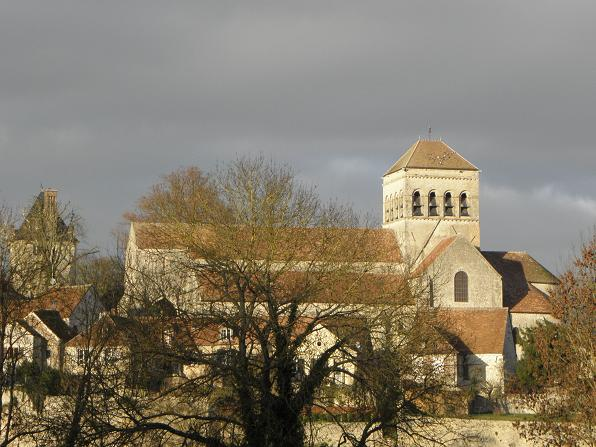
Il villaggio con la chiesa priorale
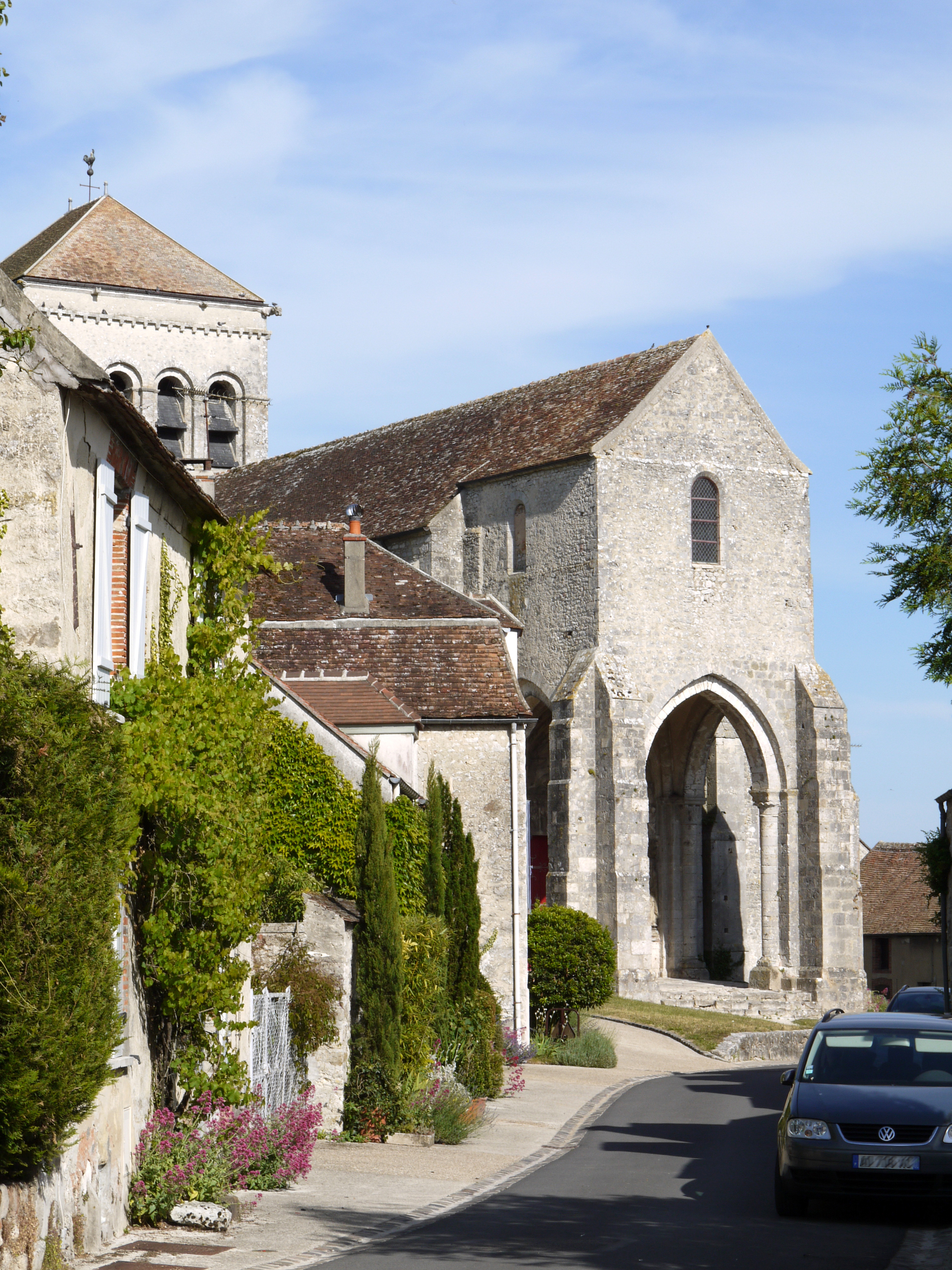
Portico d'ingresso alla chiesa priorale
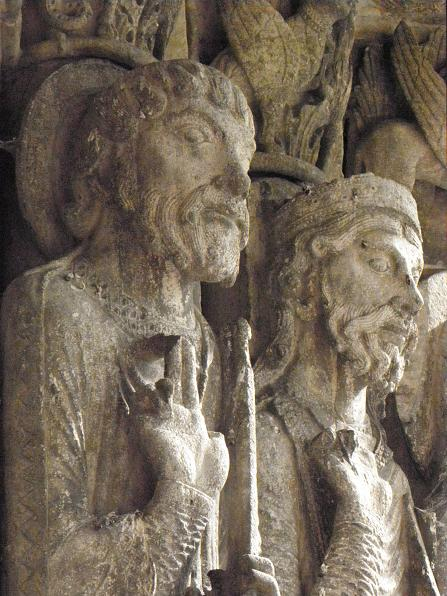
Statue di San Pietro e di Salomone sul portale occidentale della chiesa priorale
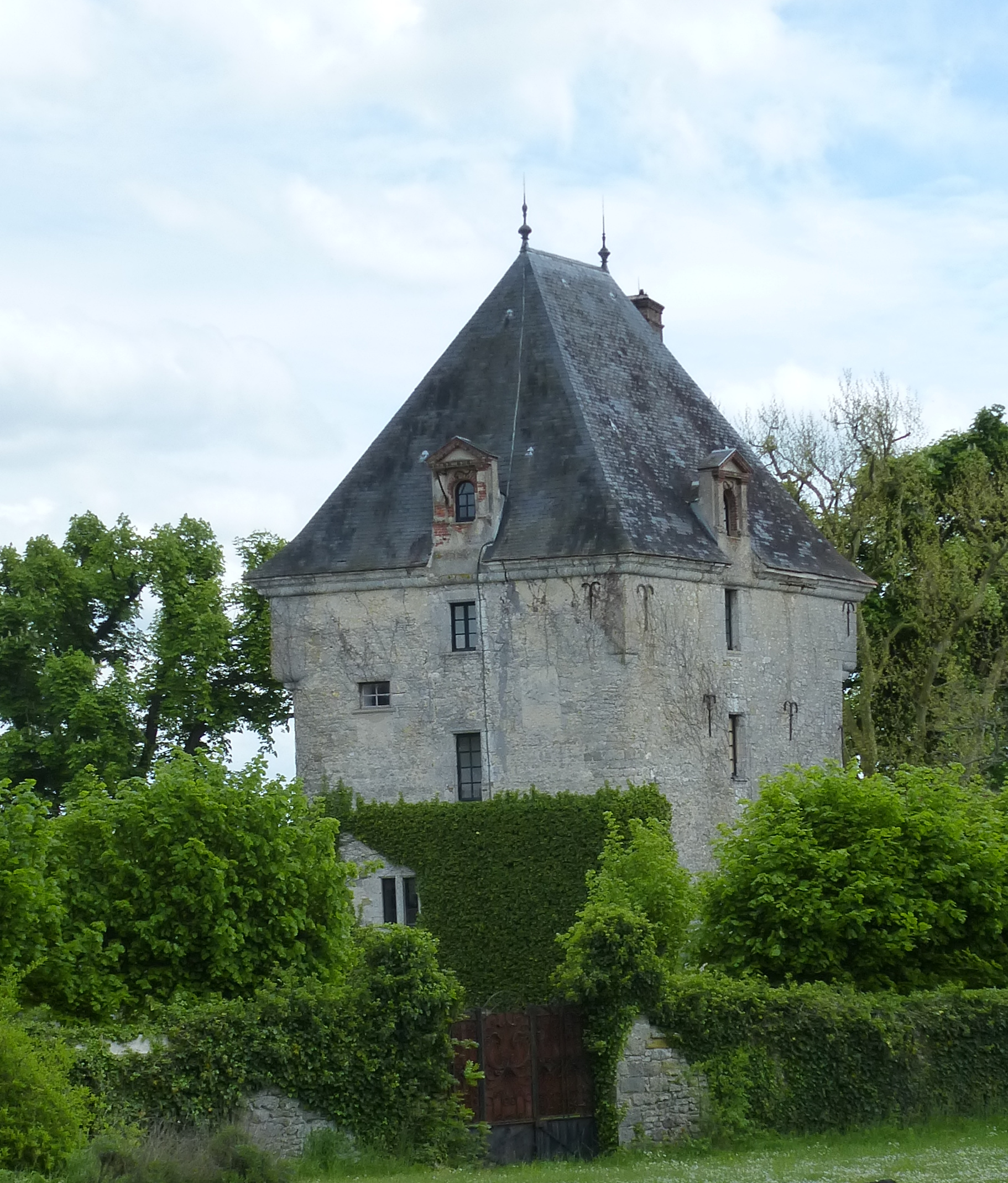
Torre detta Haute Maison

## Società

### Evoluzione demografica
Abitanti censiti